# Schloss Böck

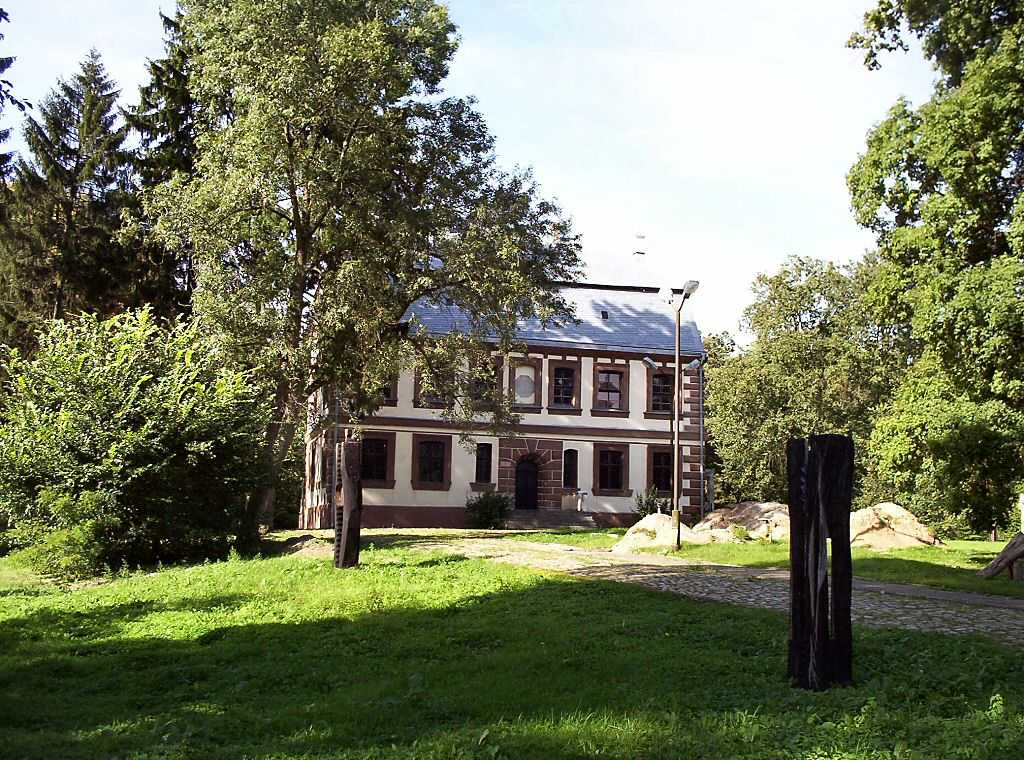
Schloss Böck

Schloss Böck (polnisch Palac Buk) befindet sich im pommerschen Buk in der Gemeinde Przybiernów im Powiat Goleniowski.

## Gutsgeschichte
Das Gut war jahrhundertelang im Besitz der Flemmings. Schon 1225 ist ein Nikolaus auf Böck erwähnt, der vermutlich ein Flemming war. Zeitweise saßen hier auch die Ploetz auf Böck. Letztere verschwanden aber schon Ende des 14. Jahrhunderts aus den Urkunden. Das Gut wurde wie viele andere in Teilgüter A und B aufgeteilt, wobei offenbar zwei befestigte Häuser für unterschiedliche Familienzweige bestanden. Im Südosten des heutigen Dorfes lassen sich Fundamente einer Burganlage nachweisen, die wohl die Hauptburg der Flemming war, d. h. auch die Burg, an der die Schlossgesessenheit der Familien hing. Diese alte Burg ist 1587 zuletzt als altes Schloss erwähnt. Im Zuge der Umwandlung der Grundherrschaft in die Gutswirtschaft entstand das heutige Schloss. Laut der Bauinschrift wurde der Bau 1683 von Ernst Friedrich Flemming, kurfürstlich-brandenburgischer Kammerherr in Pommern, errichtet. Ernst Friedrich besaß auch Gut Benz. Umbauten am Schloss wurden im 18. und im 19. Jahrhundert vorgenommen.

## Bauwerk
Das Gebäude ist ein zweigeschossiger Backsteinbau mit sieben Achsen, der von einem Wassergraben umgeben ist. Der tonnengewölbte Keller verweist auf das 17. Jahrhundert. Über dem Portal befindet sich das Flemming’sche Wappen. Das Gebäude hat einen rechteckigen Grundriss und ist mit einem Mansarddach mit Giebeln gedeckt. In der Nähe befindet sich ein Gutspark im englischen Stil.